# Локриде
Локриде (итал. Locride) — историческая область Калабрии в Италии. Площадь Локриде составляет 1366,60 км², а численность населения составляет 121 877 человек.

## Обзор
Субрегион ионической части Калабрии, на территории современного метропольного города Реджо-ди-Калабрия. Название Локриде происходит от исторической области Греции Локрида, откуда прибыли колонисты, основавшие Локры Эпизефирские. Он состоит из равнины Локри (площадью чуть более 100 км² и протяжённостью около 35 км между Роччелла-Йоника и Бьянко), а также горной и холмистой местности за ней, которая спускается к морю от хребта Мелия, рельефа, соединяющего Серра и Аспромонте. Здесь выращивают виноград, цитрусовые и, прежде всего, оливковые деревья. Развит морской туризм. Главные центры — Сидерно и Локри (до 1934 года Джераче-Марина; 25,6 км², 12 899 жителей в 2008 году). Неподалеку находится древний город Локры Эпизефирские — греческая колония, основанная в конце VIII века до н.э., которая стала римским муниципием после Союзнической войны (89 г. до н.э.). Остатки показывают окружённое стеной поселение, построенное по обычному городскому плану и соединённое с театром (IV в. до н. э.). В святилище Мараса храм Афродиты строился в три этапа (VII—V вв. до н. э.) и имел важное скульптурное убранство. От дорического святилища Зевса Олимпийского (VI в. до н. э.) в районе Каса Марафиоти сохранился архив (39 бронзовых табличек с надписями; IV—III вв. до н. э.). За стенами находится святилище Персефоны (VII–III вв. до н. э.), откуда происходят пинаки — серия терракотовых табличек с низким рельефом. Другие вотивные находки происходят из святилища Деметры Фесмофорос (VI—III вв. до н. э.). В древнем порту находится большой портик с вотивными вкладами (U-образная колоннада) и так называемый Дом львов (IV в. до н. э.).